# Шкурдай Анастасія Євгенівна
Шкурдай Анастасія Євгенівна (3 січня 2003) — білоруська плавчиня.
Відібрана як "нейтральний" спортсмен для участі в Олімпіаді 2024 року в Парижі, однак перебуває під санкціями, що не відповідає правилам відбору. 